# Ponte Fabricio
Ponte Fabricio, noto anche come ponte dei Quattro Capi, o Pons Judaeorum, è un ponte di Roma sul fiume Tevere.
Si tratta di uno dei due ponti della Capitale che non collegano direttamente le sponde opposte del fiume: infatti, come il suo limitrofo ponte Cestio, mette in comunicazione l'Isola Tiberina con una delle due sponde, nella fattispecie quella sinistra, all'altezza di lungotevere De' Cenci.
Molto ben conservato, è il più antico della capitale a conservarsi ancora nella sua conformazione originaria Misura 61,8 metri in lunghezza e 6 in larghezza..

## Storia
Nelle quattro arcate si trovano quattro iscrizioni che attestano la costruzione da parte di Lucio Fabricio, un curatore delle strade, nel 62 a.C. Fu restaurato dai consoli Marco Lollio e Quinto Emilio Lepido nel 23, come ricorda un'iscrizione più piccola sui due lati di una sola arcata, a causa di una piena del fiume.
Sotto papa Eugenio IV il ponte fu restaurato e pavimentato in lastre di travertino, mentre un'iscrizione del 1679 di papa Innocenzo XI si riferisce al rifacimento dei parapetti e al rivestimento in mattoni. Nell'XI secolo, per  la sua vicinanza al Ghetto, fu conosciuto anche come ponte dei Giudei; nei suoi pressi, infatti, si trova la chiesa di San Gregorio dove, durante il regno pontificio, si tenevano prediche obbligatorie per gli ebrei. Una delle erme è raffigurata nel vicino monumento dedicato a Giuseppe Gioacchino Belli nel quartiere Trastevere, che mostra il poeta romanesco appoggiato al parapetto del ponte.
Una leggenda popolare racconta che il nome "Quattro Capi", con il quale il ponte fu conosciuto dal XVI al XX secolo, sia dovuto ad una profonda discordia fra quattro architetti, che, incaricati da Sisto V del restauro del ponte, finirono per passare alle vie di fatto per futili motivi e, per questo, il Papa, alla fine dei lavori, li condannò alla decapitazione sul posto facendo però erigere, a ricordo del loro lavoro, un monumento con quattro teste in un unico blocco di marmo; tuttavia è da notare che essendo presenti due erme quadrifronti, i volti raffigurati sarebbero otto.

## Descrizione

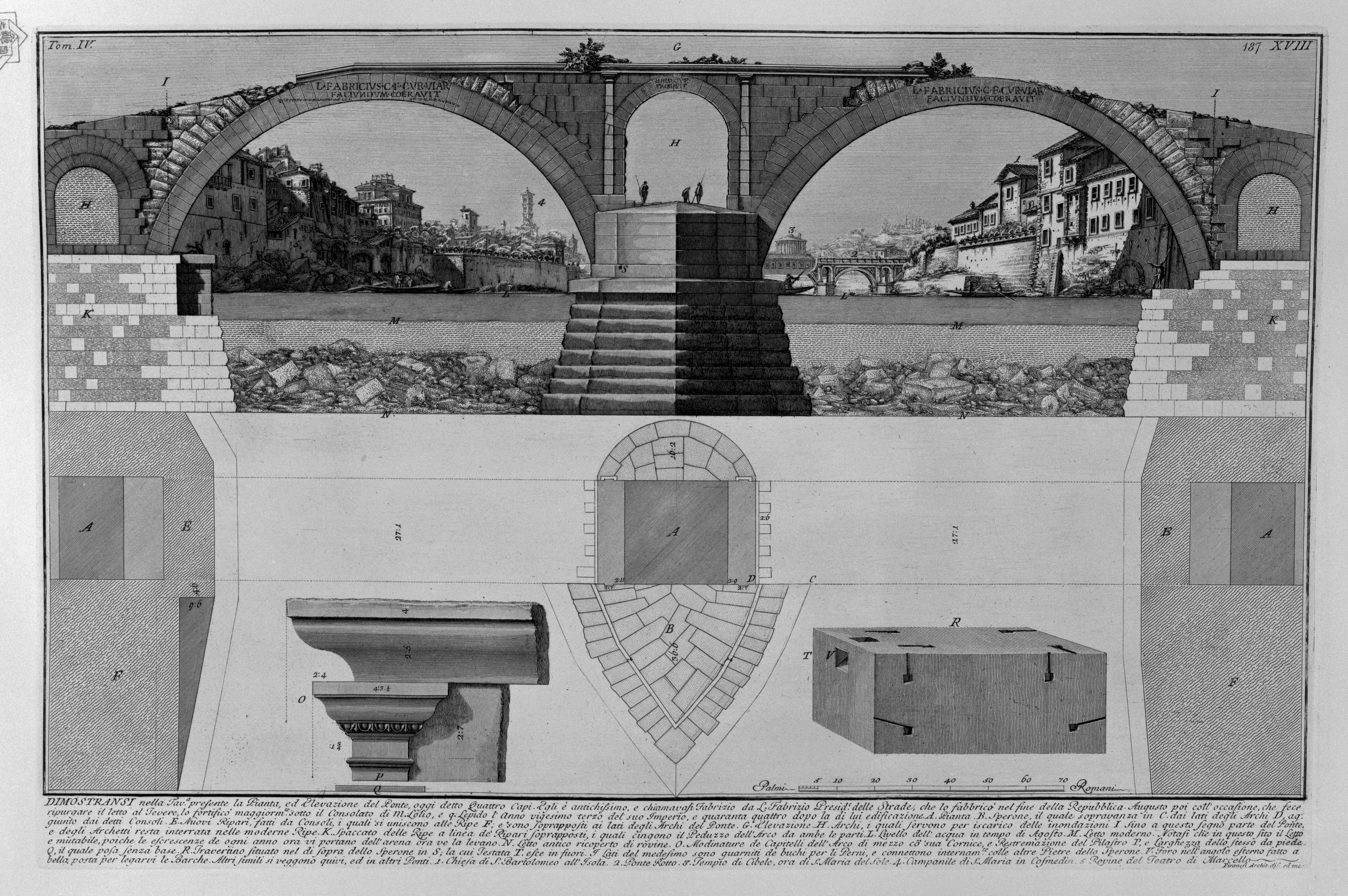
Piranesi, 1756.

Il ponte è costituito da due arcate a sesto ribassato, con una luce di ventiquattro metri e mezzo, poggiate su un pilone mediano con una base a forma di sperone sul lato a monte, ma con forma arrotondata verso valle; sopra il pilone si apre un arco largo sei metri, con lo scopo di alleggerire la pressione delle acque durante le piene fluviali. Alle due estremità si trovavano due piccoli archi di tre metri e mezzo di larghezza, oggi però interrati. Il suo nucleo interno è composto da pietra sperone in tufo, mentre l'esterno è realizzato in travertino; la parte in mattoni si riferisce a un restauro seicentesco. Sono collocate alcune erme quadrifronti, raffiguranti Giano quadrifronte che servivano per delle balaustre probabilmente in bronzo, e che hanno motivato la denominazione moderna.
Sul lato dell'isola si trova la Torre Caetani, che ne sorvegliava l'ingresso.